# Districtul Ouled Driss
Ouled Driss este un district din provincia Souk Ahras, Algeria.